# Swainellidae
De Swainellidae zijn een familie van uitgestorven kreeftachtigen uit de klasse van de Ostracoda (mosselkreeftjes).

## Geslacht
- Swainella Kornicker & Sohn, 2000 †